# Postjungbote
Postjungboten (Abkürzung: Pjb) waren Nachwuchskräfte für den einfachen Postdienst in Deutschland. Sie waren Anwärter auf ein Beamtenverhältnis. Erstmals wurden 1931 Postjungboten eingestellt. Als Ausbildungsberuf wurde er 1959 anerkannt und 1979 durch die Dienstleistungsfachkraft im Postbetrieb abgelöst.

## Geschichte
Die Laufbahnvorschriften vom 1. Juli 1922 haben zum ersten Mal unter anderem für den unteren (später einfachen) Postdienst die Einstellung von Postlehrlingen vorgesehen. Sie sollten Beamteneigenschaften haben, mindestens 16, aber nicht über 17 Jahre alt sein und nach zweijähriger erfolgreicher Vorbereitungszeit zu Hilfspostschaffner (HPSch) ernannt und später als Postschaffner (Psch) planmäßig angestellt werden. Diese Absicht wurde aber zunächst nicht verwirklicht. Als dann im Laufe der Zeit die personellen und betrieblichen Verhältnisse die Forderung nach einem jungen, gut ausgebildeten Nachwuchs von Zivilanwärtern für den unteren/einfachen Postdienst immer dringlicher werden ließen, hat das damalige Reichspostministerium 1931 eine besondere Laufbahn für solche Kräfte eröffnet.
Den jungen Anwärtern, die im unmittelbaren Anschluss an ihre Entlassung aus der Volksschule einzustellen waren, wurde die Bezeichnung „Postjungbote“ beigelegt. Mit dem Namen sollte die Fachbezeichnung und zugleich auch das jugendliche Alter der Anwärter zum Ausdruck gebracht werden. Die früher vorgesehene Bezeichnung „Postlehrling“ wurde nicht übernommen, weil mit „Lehrling“ allgemein der Nachwuchs für handwerkliche, gewerbliche und ähnliche Berufe bezeichnet wurde. Die Postjungboten sollten von vornherein, auch wenn sie keinen Anspruch auf Übernahme in das Beamtenverhältnis hatten, als Beamtenanwärter gekennzeichnet werden.
Ebenso wurde davon abgesehen, das 1922 für Postlehrlinge festgesetzte Eintrittsalter von 16 bis 17 Jahren zu fordern, dies insbesondere auch deshalb, um zu vermeiden, dass sich geeignete Anwärter in der zwischen Schulentlassung und frühester Einstellungsmöglichkeit liegenden Zeit anderen Berufen zuwendeten.
Das Dienstverhältnis der Postjungboten war in den „Vorschriften über das Dienstverhältnis der Postjungboten (Jugendliche Beamtenanwärter)“ festgelegt. Danach waren die Postjungboten Beamtenanwärter ohne Beamteneigenschaft. Die Postjungboten-Zeit dauerte drei Jahre und war eine reine Lernzeit. 1939 wurde sie aufgrund des Kriegsbeginns auf zweieinhalb Jahre herabgesetzt, nach 1945 ist sie aber wieder auf drei Jahre heraufgesetzt worden.
Im letzten Monat der Lernzeit hatten die Beschäftigungsämter die Kenntnisse der Postjungboten in geeigneter Weise festzustellen und unter Beifügung eines Zeugnisses über das Ergebnis, die Leistungen und die Befähigung, die dienstliche und außerdienstliche Führung usw. des Postjungboten an die Oberpostdirektion zu berichten. Diese entschied, ob die Betreffenden für die Übernahme in das Beamtenverhältnis geeignet oder zu entlassen waren. Die Postjungboten wurden von dem Ergebnis unterrichtet.
Für geeignet befundene Postjungboten wurden bei sich bietender Gelegenheit – jedoch nicht vor Vollendung des 17. Lebensjahres – als Hilfspostschaffner in das Beamtenverhältnis übernommen und bei befriedigender dienstlicher und außerdienstlicher Führung später als Postschaffner planmäßig angestellt.
Die Oberpostdirektionen, auch in Bayern und Württemberg, durften ab 1931 Postjungboten einstellen. In den Jahren 1931 und 1932 durften jeweils 580 Postjungboten eingestellt werden. Ab 1933 bis einschließlich 1938 wurden nur noch rund 350 Postjungboten jährlich eingestellt. Die Einstellungszahlen für Postjungboten wurden deshalb so niedrig gehalten, weil der Beamtenkörper des unteren/einfachen Dienstes (wie bis zur Einführung der Postjungboten-Laufbahn) grundsätzlich auch weiterhin durch Versorgungsanwärter und bewährte, nicht über 35 Jahre alte Posthelfer (Postfacharbeiter) ergänzt und insbesondere der Stellenanteil der Versorgungsanwärter möglichst nicht verringert werden sollte. 1939 stieg die Zahl der angenommenen bedingt durch den Zweiten Weltkrieg wieder an.
- 1931: 580
- 1932: 580
- 1933 bis 1938: 350 (jährlich)
- 1939: 3300
- 1940: 4090
- 1941: 3642
- 1942: 3721
- 1943: 4194
- 1944: Unbekannt (es kann angenommenen werden, dass es mindestens ebenso viele Einstellungen gab wie im Vorjahr.)

Nach dem Zweiten Weltkrieg wurde im Bereich der späteren Deutschen Bundespost eingestellt:
- 1945: 853
- 1946: 842
- 1947: 1656
- 1948: 1847
- 1949: 1087
- 1950: 1475
- 1951: 1779
- 1952: 2211

Daraus ergibt sich eine Gesamtzahl von über 38.000 eingestellten Postjungboten.
- 1975: ca. 2000, im Bereich der OPD Hamburg waren es davon zirka 160[4]

Bis 1979 gab es Postjungboten.
1949 ist in Anpassung an die übrigen Laufbahnen, bei denen als Abschluss der Ausbildung eine Prüfung gefordert und ein Prüfungszeugnis ausgestellt wurde, auch für die Postjungboten nach Beendigung der Lernzeit eine Prüfung und die Aushändigung eines Abschlusszeugnisses eingeführt worden.

## Dienstverhältnis
Das Dienstverhältnis der Postjungboten wurde auch in den 1950er Jahren durch die „Vorschriften über das Dienstverhältnis der Postjungboten“ geregelt, die den Zeitverhältnissen entsprechend mehrfach ergänzt und geändert worden ist.
Als Postjungboten wurden danach gut beleumundete junge Leute deutscher Staatsangehörigkeit eingestellt. Sie müssen eine abgeschlossene Volksschulbildung, dürfen aber keine darüber hinausgehende Schulbildung besitzen. Bei der Einstellung sollen sie möglichst das 14. Lebensjahr vollendet haben, aber nicht über 15 Jahre als sein. Sie müssen vollkommen gesund und ihrem Alter entsprechend genügend kräftig entwickelt sein.
Die Ausbildungszeit war auf drei Jahre festgesetzt (Stand: 1953), spätestens 1956 wurde sie auf zweieinhalb Jahre verkürzt. Sie soll eine reine Lernzeit sein und wird – unter bewusster Vermeidung des Ausdrucks Lehrzeit – als Lernzeit bezeichnet. Die ersten drei Monate der Lernzeit galten als Probezeit.
Die Postjungboten erhielten eine vom ersten bis zum dritten Lehrjahr jährlich steigende monatliche Vergütung oder wenn sie auf Kosten der Deutschen Bundespost in Heimen oder anderswo untergebracht und verpflegt wurden, ein in den einzelnen Lernjahren verschieden hoch festgesetztes monatliches Taschengeld. Postjungboten, die nicht täglich zum Wohnort des Erziehungsberechtigten zurückkehrten und auch nicht auf Kosten der Post untergebracht und verpflegt wurden, erhielten neben der Vergütung eine monatliche Unterhaltsbeihilfe. Den außerhalb des Dienstortes wohnenden Postjungboten wurden die Ausgaben für die Benutzung öffentlicher Verkehrsmittel zu Fahrten zwischen Dienst- und Wohnort erstattet. Soweit öffentliche Beförderungsmittel nicht benutzt werden konnten und der Weg zu Fuß oder mit dem (eigenen) Fahrrad zurückgelegt werden musste, war eine Pauschentschädigung vorgesehen, wenn die einfache Entfernung mehr als vier Kilometer betrug.
Für den Besuch auswärtiger Berufsschulen wurden die Fahrkosten erstattet. Etwaiges Schulgeld wurde ebenfalls von der Bundespost getragen. Lernmittel hatten die Postjungboten auf eigene Kosten zu beschaffen.
Postjungboten, die mehr als 100 km vom Wohnort des Erziehungsberechtigten entfernt beschäftigt wurden, erhielten unter bestimmten Voraussetzungen im Urlaubsjahr viermal Freizeit für Familienheimfahrten. Weiter stand den Postjungboten in jedem Urlaubsjahr unter Weiterzahlung der Vergütung Erholungsurlaub zu.
Die Postjungboten waren weder kranken- noch invaliden- oder arbeitslosenversicherungspflichtig und konnten nicht Mitglied der Versorgungsanstalt der Deutschen Bundespost werden. Gegen Unfall waren sie nach der Reichsversicherungsordnung versichert.
Die Postjungboten waren Mitglieder der Postbeamtenkrankenkasse; ihre Beiträge wurden von der Bundespost übernommen. Sie waren außerdem ordentliche Mitglieder der Postkleiderkasse.
Sie durften während der Lernzeit nur in gewissen Ausnahmefällen nach vom Bundespostministerium aufgestellten Richtlinien außerhalb des Rahmens der Ausbildungsvorschriften als volle Arbeitskraft eingesetzt werden. Sie erhielten dann einen zusätzlichen Tagespauschbetrag.
Der Ausbildungsgang der Postjungboten war in einem besonderen Ausbildungsplan festgelegt. Im letzten Ausbildungsabschnitt nahmen die Postjungboten an einem Dienstlehrgang einer Postschule teil. Nach Ablauf der zweieinhalbjährigen Lernzeit wurden die Postjungboten, soweit sie in gesundheitlicher Hinsicht und nach ihrem Gesamtverhalten für die Berufung in das Beamtenverhältnis geeignet waren, als Postschaffneranwärter (PSchAw) in das Beamtenverhältnis auf Widerruf übernommen. Als solche hatten sie einen sechsmonatigen Vorbereitungsdienst abzuleisten und an dessen Ende die Prüfung für den einfachen Postdienst abzulegen. Über das Ergebnis der Prüfung, das zu den Personalakten genommen wurde, wurden die Prüflinge schriftlich unterrichtet und ein Abschlusszeugnis erteilt.
Wenn der mündliche oder schriftliche Teil mangelhaft oder ungenügend war, konnte die Prüfung innerhalb einer Frist von mindestens drei, höchstens sechs Monate wiederholt werden. Soweit die Prüflinge auch in der Wiederholung nicht genügen, hatten sie aus ihrem bisherigen Dienstverhältnis als Postjungboten auszuscheiden.
Nach beendeter Lernzeit und bestandener Prüfung wurden die Postjungboten als Hilfspostschaffner i. V. (im Vorbereitungsdienst), später „apl Psch“ (außerplanmäßiger Postschaffner) in das Beamtenverhältnis übernommen, wenn sie in gesundheitlicher Hinsicht und nach ihrem Gesamtverhalten dafür geeignet waren. Nach Ablauf von sechs Monaten wurden sie zu außerplanmäßigen Beamten – Hilfspostschaffner – ernannt. Die außerplanmäßige Dienstzeit und das Diätendienstalter begannen jedoch frühestens mit dem Tag, der auf den Tag nach Vollendung des 20. Lebensjahrs folgt. Bei befriedigender dienstlicher und außerdienstlicher Führung und ausreichenden Leistungen werden die HPSch, wenn sie auch gesundheitlich den Anforderungen entsprechen, im Rahmen freier Planstellen – jedoch nicht vor vollendetem 22. Lebensjahr – als Postschaffner planmäßig angestellt.
Im einfachen Dienst gab es anschließend noch den Aufstieg zum Postboten oder Amtsgehilfen. Des Weiteren gab es die Aufstiegsmöglichkeit in den mittleren Dienst als Assistent, getrennt nach Post- und Fernmeldedienst einerseits und technischen Fernmeldedienst anderseits, nach Bestehen der Assistentenprüfung.

## Tätigkeiten
Postjungboten stellten Brief- und Paketsendungen zu. Sie sortierten eingelieferte Sendungen und bereiteten die Zustellung vor. Briefe, Wurfsendungen und Pakete verteilten, verluden, übergaben und übernahmen sie und sorgten für deren Weiterbeförderung. Dabei waren sie zu Fuß, mit dem Fahrrad oder einem Dienstfahrzeug unterwegs. Wenn sie Nachnahmesendungen zustellten, kassierten sie Entgelte oder ließen sich Einschreiben quittieren. Auch nahmen sie an Postschaltern Sendungen an, gaben Sendungen aus und verkauften Briefmarken oder Verpackungsmaterial.

## Bekannte Postjungboten
- Joachim Wiesensee (1935–2009), Postjungbote von 1950 bis 1953. Später von 1986 bis 2003 Abgeordneter im Landtag von Niedersachsen.
- Kurt van Haaren (1938–2005), Postjungbote von 1953 bis 1955. Später von 1982 bis 2001 Vorsitzender der Deutschen Postgewerkschaft (DPG).
- Horst Jungmann (* 1940), Postjungbote vor 1958. Später Mitglied des Bundestags von 1976 bis 1994.
- Rolf Büttner (* 1949), Postjungbote in Hamburg. Später von 2001 bis März 2007 Mitglied des Bundesvorstandes der Vereinten Dienstleistungsgewerkschaft (ver.di) und Leiter des Fachbereichs Postdienste, Speditionen und Logistik.
- Walter Scheurle (* 1952), Postjungbote beim Postamt in Schwäbisch Gmünd 1967. Später: Von 2000 bis 2012 Konzernvorstand für Personal und Arbeitsdirektor der Deutschen Post AG.